# Сьледзянув
Сьледзянув (пол. Śledzianów) — село в Польщі, у гміні Дорогичин Сім'ятицького повіту Підляського воєводства.
Населення — 172 особи (2011).
У 1975-1998 роках село належало до Білостоцького воєводства.

## Демографія
Демографічна структура станом на 31 березня 2011 року:
|          | Загалом | Допрацездатний вік | Працездатний вік | Постпрацездатний вік |
| -------- | ------- | ------------------ | ---------------- | -------------------- |
| Чоловіки | 79      | 14                 | 53               | 12                   |
| Жінки    | 93      | 24                 | 40               | 29                   |
| Разом    | 172     | 38                 | 93               | 41                   |